# Pandemulyo
Pandemulyo is een bestuurslaag in het regentschap Temanggung van de provincie Midden-Java, Indonesië. Pandemulyo telt 3227 inwoners (volkstelling 2010).